# Валерио, Лука
Лука Валерио (итал. Luca Valerio; 1553, Неаполь — 17 января 1618, Рим) — итальянский математик (1553—1618). Автор сочинений: «De centro gravitatis Solidorum» (1604) и «О квадратуре параболы». Он разработал способы определения объема и центра масс твердых тел, используя методы Архимеда. Был членом Национальной академии деи Линчеи. Галилео Галилей прозвал его «Новым Архимедом».

## Биография
Лука Валерио родился в Неаполе в 1553 году. В 1570 году он вступил в Орден святого Игнатия. Он изучал философию и теологию в Римском колледже и был учеником Христофора Клавиуса. Покинул Общество Иисуса в 1580 году. Позже он преподавал риторику и греческий язык в Римских коллегиях, а также математику и этику в «Сапиенца — Римском университете». В 1611 году Валерио получил должность в Ватиканской апостольской библиотеке в дополнение к своему посту в Сапиенце, что давало ему тесные связи со священнослужителями, имеющими высокий духовный сан Римско-католической церкви.

### Галилей и Коперник
В 1584 году во время визита в Пизу Валерио познакомился с Галилеем. Он переписывался с Галилеем с 1609 по 1616 год, а в 1612 году он стал членом Национальной академии деи Линчеи (итал. Accademia Nazionale dei Lincei), группы, в которую также входил Галилей. 5 марта 1616 года кардинал Роберто Беллармин, главный богослов Римско-католической церкви, издал декрет о том, что теория системы Коперника — Солнце является центральным небесным телом, вокруг которого обращаются Земля и другие планеты, поддерживаемая Галилеем, была ложной и ошибочной. Перспектива предстать перед инквизицией заставила Валерио прекратить всю переписку с Галилеем и уйти из Национальной академии деи Линчеи. Члены Академии расценили действия Валерио как объединение с противниками Галилея и обвинение самой Академии в совершении преступления. Его отставка была отклонена Академией, но они отняли у него право участвовать в собраниях Академии. Федерико Чези, основатель Национальной академии деи Линчеи, надеялся, что Валерио сможет вернуться в ряды ученых, но математик умер в январе 1618 года.

## Труды
- Subtilium indagationum liber primus seu quadratura circuli et aliorum curvilineorum, Рим, Франческо Дзанетти, 1582
- Philogeometricus Tetragonismus, «Вестник истории математических наук», II (1982), 1, стр. 87-120.
- De Centro gravitatis solidorum libri tres, Рим, 1604, Издание 1661 года
- Quadratura parabolae per simplex falsum, Рим, 1606